# Juan Jesús Cabrera Rubio
Juan Jesús Cabrera Rubio (Marbella, 31 de març de 1977) és un exfutbolista andalús, que ocupava la posició de migcampista.

## Trajectòria
Despunta al club de la seua ciutat, el Marbella. Amb l'equip de la Costa del Sol debuta a Segona Divisió, en un partit de la temporada 95/96. Posteriorment, és fitxat pel Reial Betis, que l'hi incorpora al seu filial. Hi va debuta amb el primer equip a la màxima categoria en la temporada 98/99, tot jugant tres partits i marcant un gol, front el Vila-real CF. Sense continuïtat en el Betis, la temporada 00/01 se'n va cap al CD Tenerife. Els canaris ascendeixen a Primera, però el marbellí tot just hi apareix en nou ocasions. A la campanya següent hi recala en el Polideportivo Ejido, el primer d'un seguit de conjunt de Segona: UD Almería (02/04) i Pontevedra CF (04/05), amb els quals va fer unes campanyes discretes. Posteriorment, la carrera del migcampista ha prosseguit per equips de Segona B: Mérida UD (05/07), UD Melilla (07/08), Antequera CF (08/09) i de nou Mérida. La 2010/11 la milita a la UD Marbella.